# Guerra civil española en la provincia de Palencia

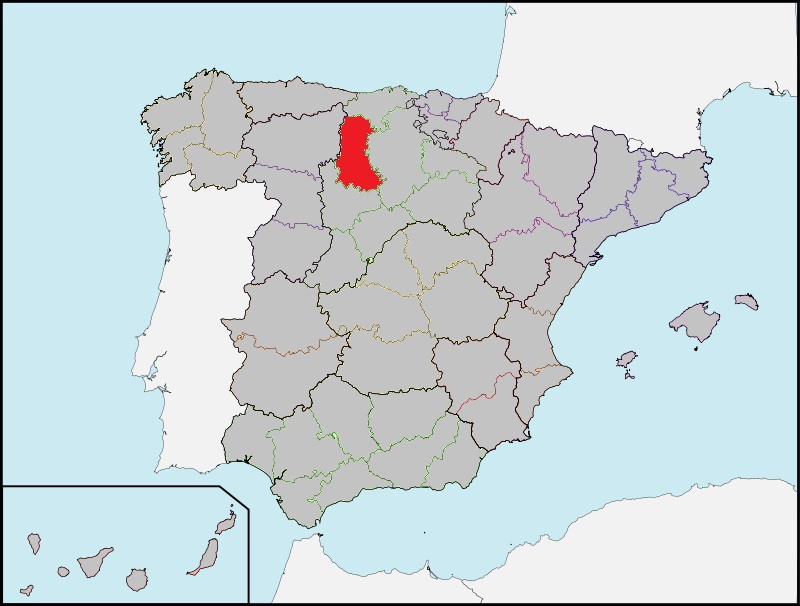
Ubicación de la provincia de Palencia en la España de la época

La guerra civil española (1936-1939) tuvo un desarrollo desigual en las provincias de la actual comunidad autónoma de Castilla y León. Palencia albergaba una guarnición de segundo orden. Los militares sublevados no tuvieron problemas para controlar la capital, a partir de la declaración del estado de guerra el 19 de julio. En la provincia, la mayor resistencia se produjo en las zonas mineras de Barruelo de Santullán y Guardo.
Debido al fracaso del golpe militar en Santander, al norte de la provincia se formó una tierra de nadie que se mantuvo en situación ambigua hasta el derrumbe del Frente Norte en el otoño de 1937.

## Fuerzas militares
Palencia formaba parte de la 6ª División orgánica, con cuartel general en Burgos. La capital provincial estaba guarnecida por el regimiento de caballería Villarrobledo núm. 1, cuyo jefe era el coronel José González Camó, republicano de absoluta confianza, y teniente coronel Enrique Fernández Rodríguez, muy derechista. El regimiento pertenecía a la 1ª Brigada de caballería, mandada por el general Antonio Ferrer de Miguel, de mucha edad y sin significación política, que era también comandante militar de la plaza. Sólo había otro jefe decididamente republicano, el teniente coronel Ramón Franch Alisedo, jefe de la comandancia de la Guardia Civil, pero días antes del alzamiento se trasladó a Madrid, ocupando su lugar otro militar proclive al golpe.

## Situación política
Palencia era una provincia muy conservadora, en la que el partido más importante era Acción Popular Agraria, de la CEDA. Falange Española apenas contaba con cincuenta afiliados, la mayoría de ellos en la cárcel, dirigidos por el capitán retirado Vicente Lobo, entonces preso gubernativo en Valladolid. El Partido Socialista tenía fuerza en la capital, en los cotos mineros de Barruelo de Santullán y Guardo, en el núcleo ferroviario de Venta de Baños y en las Casas del Pueblo esparcidas por las aldeas de la llanura, en especial por la zona de Baltanás.

## El Golpe de Estado
El día 18 de julio, el comandante militar, general Ferrer, recibió de Burgos la orden de declarar el estado de guerra. El teniente coronel Fernández detuvo a su superior, el coronel González Camó, pero las tropas se mantuvieron acuarteladas, tal vez a causa de no haber establecido contactos previos con los sectores políticos civiles en teoría más afines al levantamiento militar.
Al amanecer del domingo 19 salió una columna militar hacia Venta de Baños, que tomó la estación de tren y toda la ciudad antes de que nadie se diera cuenta. A las siete de la mañana, otra fuerza salió hacia el centro de la capital provincial para declarar el estado de guerra y ocupar los edificios más importantes. Hubo tiroteos por las calles y una fuerte resistencia en el Gobierno Civil, durante dos horas, a cargo de guardias de Asalto y Carabineros concentrados por el gobernador, Enrique Martínez Ruiz-Delgado, que después murió a tiros cuando ya había sido detenido. La Diputación, el ayuntamiento y la estación de tren fueron ocupados sin resistencia.

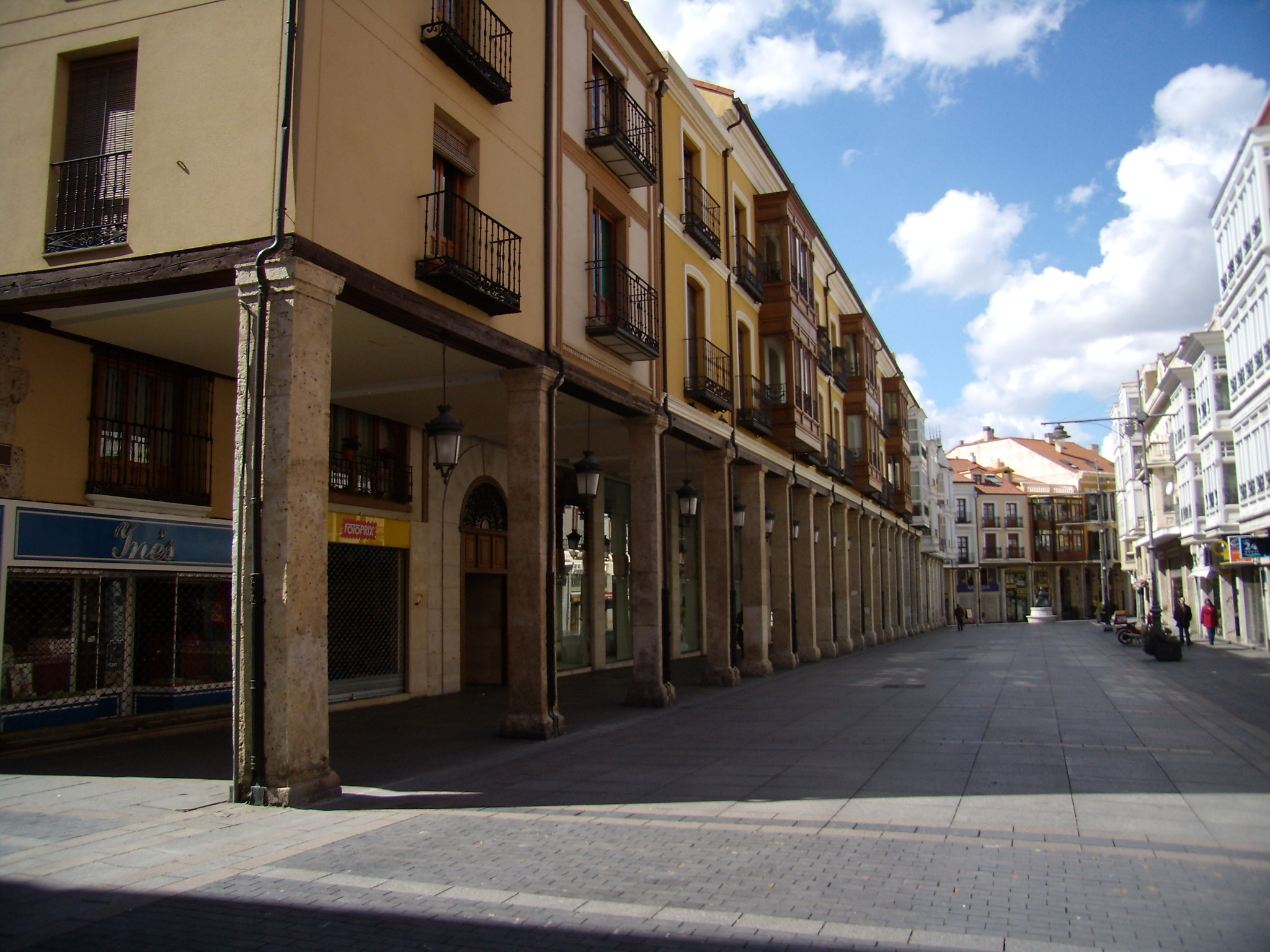
Calle Mayor de Palencia.

El general Ferrer de Miguel se hizo cargo de la Diputación Provincial y del gobierno civil, aunque durante unos días desde el 19 de julio los ocupó otro militar. Como alcalde quedó un capitán de artillería. El alcalde legítimo, Matías Peñalba, fue detenido y más tarde -en agosto- fusilado por consejo de guerra.
La situación en la provincia era imprecisa, puesto que muchos puestos de la Guardia Civil no sabían a qué atenerse. De hecho, muchos hombres fueron detenidos el día 19 en Palencia capital cuando llegaron armados desde sus pueblos, respondiendo a la convocatoria que la noche anterior había hecho el gobernador civil. 
Por su parte, el jefe de la Falange palentina, capitán Lobo, liberado por los facciosos de Valladolid, se presentó en Palencia y organizó rápidamente una escuadra mixta de falangistas y guardias civiles que recorrió los pueblos de la provincia disolviendo las gestoras municipales leales al gobierno. En Dueñas, los vecinos habían cercado el cuartel de la Guardia Civil y el grupo de Lobo consiguió hacerse con el control entrando por sorpresa. 
Se difundió el rumor de que una columna de obreros de Reinosa se dirigía a Aguilar de Campoo, por lo que Lobo ordenó cortar la vía férrea. En Barruelo, la Guardia Civil declaró el estado de guerra al mismo tiempo que en la capital. Los mineros declararon la huelga general y esperaron la llegada de los obreros reinosanos, pero finalmente optaron por pasar a Santander. Por su parte, los mineros de Guardo se refugiaron en la zona leonesa de Cistierna.
Con varias centurias de Falange, algunas compañías de requetés y el refuerzo de jefes militares profesionales, se fue formando el frente con Santander, aunque una estrecha cinta al norte de la provincia quedó bajo control gubernamental.